# Rincón (Bonaire)
Rincón (en papiamento: Rincon) es un municipio especial de los Países Bajos en el mar Caribe, situado al norte de la isla de Bonaire en un valle interior. Fue fundada en el Siglo XVI por los colonizadores españoles. En 2011 registró una población de 1841 habitantes. Tras Kralendijk, es la ciudad más importante de Bonaire.
Rincón ofrece muchos festivales regulares, incluidos los festivales Simadan anuales (cosecha), el Dia di San Juan (Día de San Juan), Dia di Rincon (Día de Rincón) celebrado el 30 de abril y el Festival de Bari.
Aparte existe un mercado mensual, el primer sábado de cada mes y una versión más pequeña semanal todos los sábados que recibe el nombre de Marshe Chikitu.